# Dynastie hassidique de Sassov

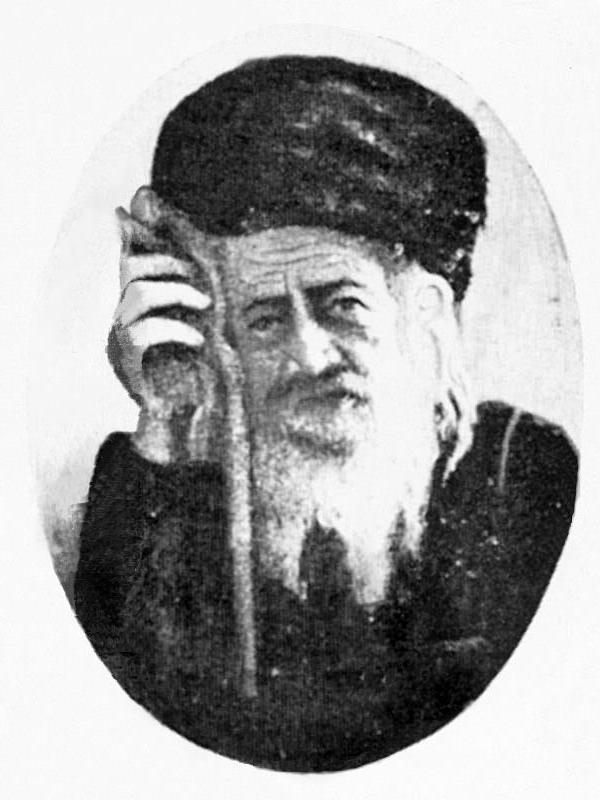
Rebbe Shlomo Mayer de Sasov, est mort à Lvov en 1919.

La dynastie hassidique de Sassov (ou de Sassow) est une dynastie de juifs hassidiques qui commence avec Moshe Leib Erblich of Sassov (1745–1807), disciple du Rabbi Dovber de Mezeritch, disciple du Baal Shem Tov, fondateur du mouvement.